# More of the Monkees
More of the Monkees je druhé studiové album The Monkees. Bylo nahráno na konci roku 1966 a vydáno 9. ledna 1967.

## Seznam skladeb
Strana 1
1. "She" (Tommy Boyce, Bobby Hart) - 2:40
2. "When Love Comes Knockin' (At Your Door)" (Carole Bayer Sager, Neil Sedaka) - 1:49
3. "Mary, Mary" (Michael Nesmith) - 2:16
4. "Hold On Girl" (Billy Carr, Jack Keller, Ben Raleigh) - 2:29
5. "Your Auntie Grizelda" (Diane Hildebrand, Jack Keller) - 2:30
6. "(I'm Not Your) Steppin' Stone" (Boyce, Hart) - 2:25

Strana 2
1. "Look Out (Here Comes Tomorrow)" (Neil Diamond) - 2:16
2. "The Kind of Girl I Could Love" (Nesmith, Roger Atkins) - 1:53
3. "The Day We Fall in Love" (Sandy Linzer, Denny Randell) - 2:26
4. "Sometime in the Morning" (Gerry Goffin, Carole King) - 2:30
5. "Laugh" (Phil Margo, Mitch Margo, Hank Medress, Jay Siegel) - 2:30
6. "I'm a Believer" (Diamond) - 2:50